# Иуна Бретонская
Иуна (VI век)— святая из Бретани. День памяти — 21 августа.
Святая Иуна была из Плуневе-Моэдек, что в Трегоре. Согласно устному преданию, она прибыла в эти края из Уэльса вместе со своим братом по имени Энвель.
Он установил свой скит на краю леса Коат-ан-Ноз, где сегодня находится церковь, носящая его имя. Святая Иуна воздвигла свою собственную обитель в половине льё оттуда, на севере, на другом берегу реки Гуик, на месте нынешней часовни святой Иуны, положившей начало нынешнему муниципалитету Плуневе-Моэдек. Из благочестия брат и сестра решили больше никогда не встречаться друг с другом. Поэтому, когда Иуна каждый день звонила в колокол во время молитвы, Энвел знал, что она там. Однако однажды колокол не зазвонил, и Энвел понял, что Иуна скончалась.
Поскольку святая Иуна жила в лесу, саботье считают её своей покровительницей. В 1555 году в Плуневе-Моэдек была воздвигнута часовня святой Иуны в стиле Ренессанс. Фонетически имя Иуна церковные хронисты произносят на французский манер «Jeune», т.е юная, а иногда даже и как «Jeanne», т.е Жанна. Имя Юная могло быть переведено на бретонский как Yaouank и быть дано святому Иауанку (память 2 сентября). Кстати, Иауанк вряд ли является именем, а скорее является прозвищем.